# Саксаульский
Саксаульский (каз. Сексеуіл) —  село (до 2008 г. посёлок городского типа) в Аральском районе Кызылординской области Казахстана. Административный центр Саксаульского сельского округа. Находится примерно в 49 км северо-западнее районного центра города Аральска. Код КАТО: 433257100. Станция, а вслед за ней посёлок, названы по растению саксаул.

## Население
| 1939    | 1959  | 1970  | 1979  | 1989  | 1999  | 2009  |
| ------- | ----- | ----- | ----- | ----- | ----- | ----- |
| 4979    | ↗5648 | ↗8008 | ↗8974 | ↘7481 | ↗8347 | ↗9296 |
| 2021    |       |       |       |       |       |       |
| ↗10 870 |       |       |       |       |       |       |

В 1999 году население села составляло 8347 человек (4117 мужчин и 4230 женщин). По данным переписи 2009 года в селе проживало 9296 человек (4616 мужчин и 4680 женщин). По данным переписи 2021 года, в селе проживало 10 870 человек (5507 мужчин и 5363 женщин).

## Экономика
Железнодорожная станция Саксаульская. Локомотивное депо и другие предприятия, обслуживающие железнодорожный транспорт.
В июле 2012 года началось строительство железнодорожной линии длиной 517 км на Жезказган, являющейся отрезком новой железной дороги Жезказган — Саксаульская — Шалкар — Бейнеу длиной 988 км. В декабре 2013 года произведена стыковка верхнего строения пути близ станции Косколь (Улытауский район Карагандинской области). В рамках строительства линии сооружено двенадцать мостов через реки и овраги, уложено 244 водопропускные трубы, в тело земляной насыпи отсыпано около 30 млн кубических метров грунта. В 2014 году планировалось закончить первый пусковой комплекс, в который входит строительство 44 новых разъездов, устройств сигнализации и блокировки, постов электрической централизации, энергоснабжения, административных зданий и жилья; пустить грузовое движение и начать временную эксплуатацию линии Жезказган — Саксаульская. С 15 марта 2016 года по новому пути запущено пассажирское сообщение. На участке Жезказган — Саксаульская расположено 7 промежуточных станций и 19 разъездов.

## Галерея

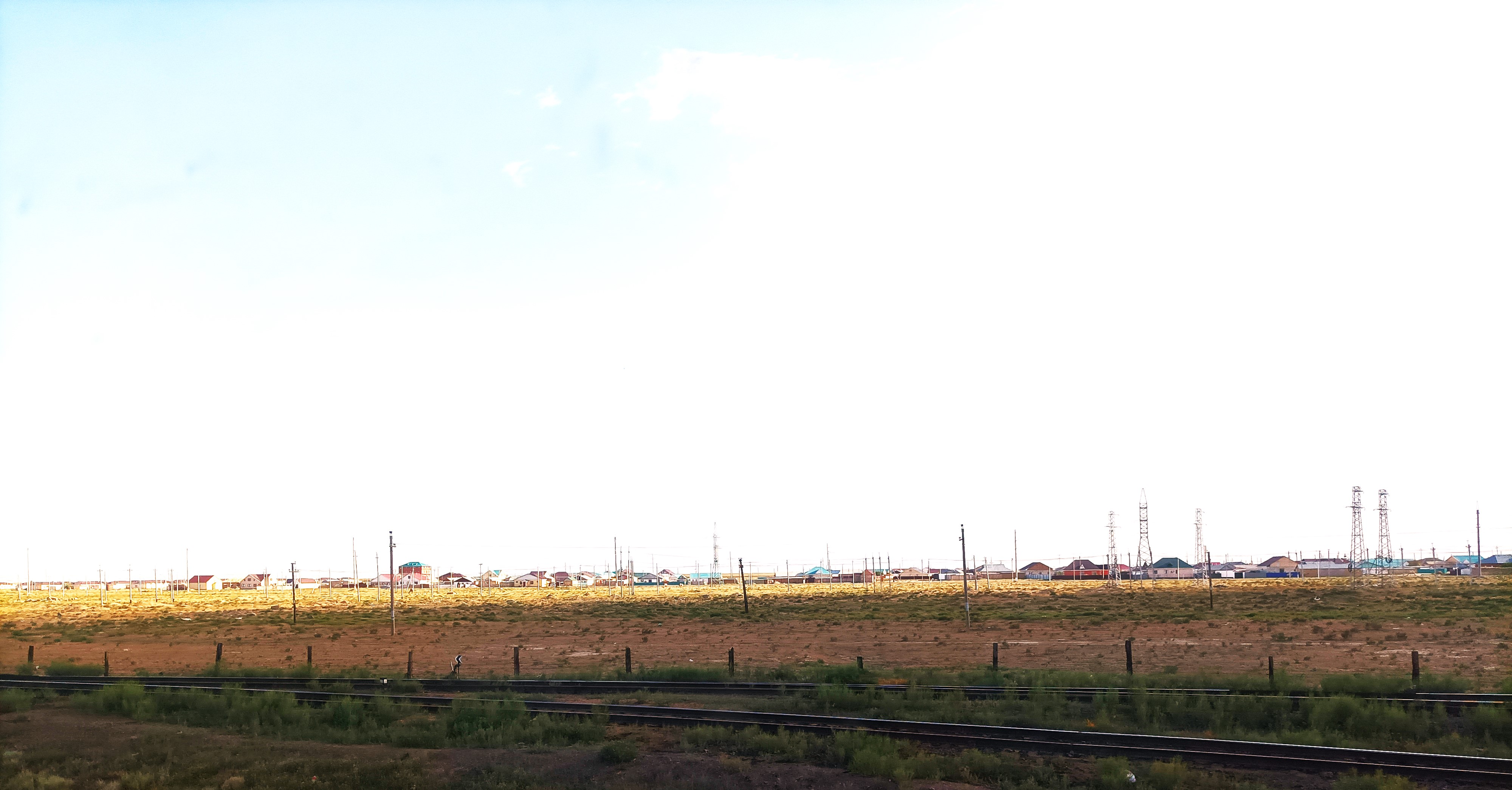
Саксаульский
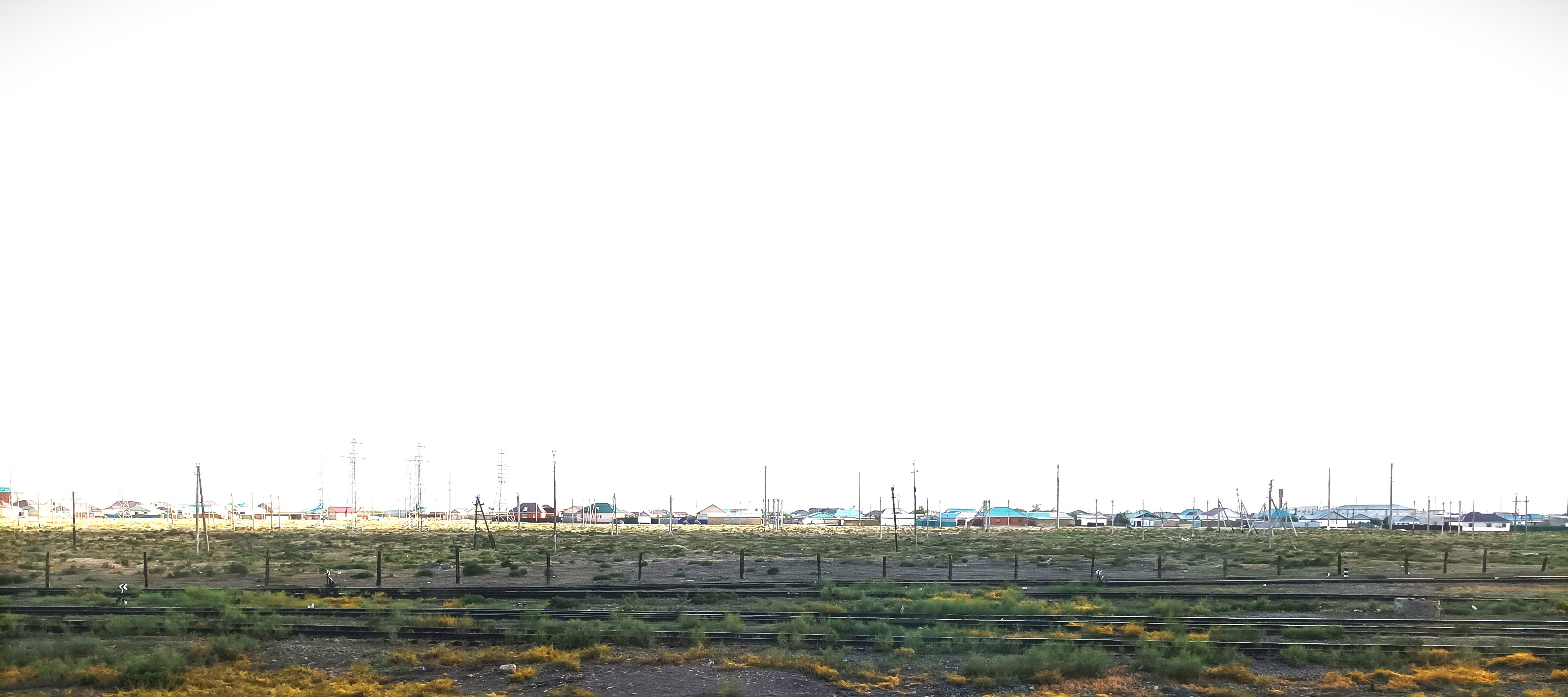
Саксаульский